# Gotta Be You (canción de 2NE1)
«Gotta Be You» (en hangul, 너 아님 안돼; romanización revisada, Neo anim andwae; significado, ‘Tienes que ser tú’) es el tercer sencillo oficial de la banda femenina de Corea del Sur, 2NE1, lanzado el 20 de mayo de 2014 y filtrado en las radios españolas su principal fuente Hit Fm & Megastar Fm como en otras radios asiáticas y se posicionó en el número 2 del Gaon coreano en las listas más importantes de toda Corea del Sur.

## Composición
La canción está escrita por Teddy Park y Dee.P que inspiran la razó nde un chico que se siente triste o enfadado por una relación amorosa que acaba en It's gotta be you (Tienes que ser tu). Fue producida por Teddy Park, Dee.P y PK.

## Video musical
El video musical trata de una relación amorosa que al chico no le va nada bien pero la relación termina como olvidame (Forgive me) o redactado al principio It's gotta be you. El video se estrenó el 20 de mayo en la cuenta oficial del grupo por su 5º aniversario de su carrera musical.

## Posiciones en listas musicales
- Nº 1-España  MegaStar
- Nº 2-Corea del Sur  Gaon Charts
- Nº 1-Estados Unidos  Billboard
- Nº 5- Filipinas  Billboard ng Pilipinas
- Nº 10- Japón  Gaon Japan
- Nº 21- Suecia  iTunes Sweden
- Nº 2- España  iTunes Spain

- Datos: Q18160799